# 自洽场方法
自洽场方法（self-consistent field method, SCF）是量子力学中迭代求解多粒子系统薛定谔方程的基本方法。其基本思想是首先按照某种方法给出波函数的一个估计，然后利用这个估计来计算电子密度，再通过电子密度来得到哈密顿量中与粒子间相互作用有关的项，再进行薛定谔方程的求解得到一组改进的估计。很多情况下，自洽场方法一词也用于直接指代哈特里－福克方法。

## 例子
在哈特里－福克方法中，上述步骤具体表现为：
1. 给出波函数的估计 → 给出分子轨道中基函数线性组合系数的一个估计
2. 用估计来计算电子密度 → 计算密度矩阵
3. 计算相互作用项 → 计算福克矩阵元
4. 得到改进的估计 → 对角化福克矩阵得到其本征矢，作为新的基函数线性组合系数的估计。

## 种类
- 哈特里自洽场方法 （哈特里－福克方法的前身）
- 哈特里－福克方法
- 多组态自洽场方法